# Piz Lizun
Piz Lizun är en bergstopp i Schweiz.   Den ligger i regionen Maloja och kantonen Graubünden, i den sydöstra delen av landet, 180 km öster om huvudstaden Bern. Toppen på Piz Lizun är 2 518 meter över havet, eller 83 meter över den omgivande terrängen. Bredden vid basen är 0,33 km.
Terrängen runt Piz Lizun är bergig. Runt Piz Lizun är det glesbefolkat, med 8 invånare per kvadratkilometer.. Närmaste större samhälle är St. Moritz, 19,8 km nordost om Piz Lizun. 
Trakten runt Piz Lizun består i huvudsak av gräsmarker.